# موهان رجا
موهان رجا (بالإنجليزية: M. Raja)‏ هو كاتب سيناريو ومخرج هندي، ولد في 15 يناير 1976 في مادوراي في الهند.

## وصلات خارجية
- موهان رجا على موقع IMDb (الإنجليزية)
- موهان رجا على موقع ألو سيني (الفرنسية)
- موهان رجا على موقع أول موفي (الإنجليزية)
- موهان رجا على موقع قاعدة بيانات الفيلم (الإنجليزية)
- موهان رجا على موقع كينوبويسك (الروسية)